# Returner (football américain)
Ne pas confondre avec Returner, film japonais sorti en 2002.

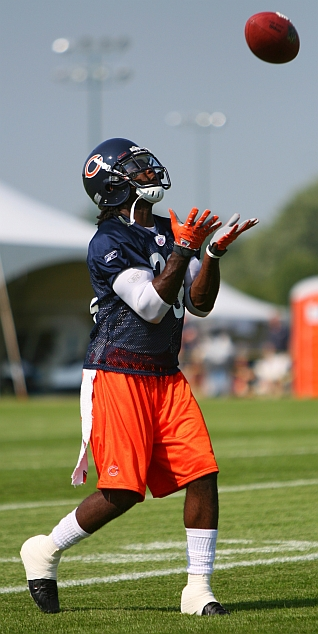
Devin Hester, le premier et seul returner intronisé au Pro Football Hall of Fame, réceptionnant un punt lors d'un entraînement des Bears de Chicago en 2007.

Un kick returner, punt returner, return specialist ou retourneur au Canada, est un joueur de football américain ou canadien évoluant au sein des unités spéciales, spécialiste des retours de punt (ou botté de dégagement) ou de kickoff (ou botté d'envoi).
Rares sont les joueurs exclusivement spécialisés dans les retours de punt ou de kickoff ; la plupart évoluent également à un autre poste, comme wide receiver, cornerback ou running back. Son rival au sein des équipes spéciales de l'autre équipe est le kicker.
Selon le joueur All-American Venric Mark (en), « Renvoyer les punts est plus difficile. Il faut mieux évaluer le ballon, savoir quand le faire correctement et quand ne pas le faire. On ne peut pas être un super-héros et essayer de tout attraper. Avec les retours de kickoff, on attrape le ballon et hop, c'est parti. »".
Devin Hester, joueur qui à essentiellement joué pour les Bears de Chicago, était un spécialiste de ces phases de jeu, il détient plusieurs records de la National Football League.

## Rôle et qualités
Le rôle du returner est de récupérer le ballon à la suite d'un punt ou d'un kickoff adverse pour tenter de gagner un maximum de terrain à la course et si l'occasion se présente, inscrire un touchdown (ou touché). Ces actions sont souvent assez spectaculaires.
Ce type de joueur doit posséder des qualités de vitesse, de puissance et surtout un grand sens de l'esquive nécessitant une très bonne condition physique. Les blessures à ce type de poste sont assez fréquentes.

## Kick returner
Un kick returner) (KR) est le joueur des équipes spéciales dont la principale responsabilité est d'attraper le ballon lors d'un coup d'envoi adverse (kickoff) et de le porter vers la zone d'en-but pour gagner du terrain voire inscrire un touchdown. Si le ballon est botté dans sa propre zone d'en-but, le retourneur doit évaluer la situation sur le terrain pendant que le ballon est en l'air et déterminer si un retour serait bénéfique pour son équipe. S'il décide que ce n'est pas le cas, il peut effectuer ce que l'on appelle un touchback en s'agenouillant dans la zone d'en-but après avoir attrapé le ballon, ce qui met fin à l'action. L'action suivante (début de drive) reprend alors sur la ligne des 25 yards.
Le poste de kick returner) est souvent occupé par un joueur petit et rapide, tel un cornerback ou un running back, même si un wide receiver peut également occuper ce rôle. Il s'agit généralement de remplaçants à ces postes, ce qui permet aux titulaires de l'attaque d'être préservés, de subir moins de coups et de se concentrer sur leur poste habituel.
En 2012, le commissaire de la NFL, Roger Goodell, a proposé de supprimer le kickoff, estimant que ce genre de jeu lors du retour était trop dangereux. L'idée a été accueillie avec critique et finalement abandonnée. Cependant, les changements de règles intervenus pendant son mandat ont considérablement réduit la fréquence des retours de kickoff en NFL. Le plus important a eu lieu en 2011, lorsque la NFL a modifié la position de départ du kickoff de la ligne des 30 à celle des 35 yards, ce qui a entraîné un nombre beaucoup plus important de kickoff passant par la zone d'en-but ou si profondément dans celle-ci que le kick returner aurait généralement dû effectuer un touchback. En 2015, un autre changement du règlement a fait en sorte que le touchback donne le ballon à l'équipe qui reçoit le ballon sur sa ligne des 25 yards au lieu de celle des 20 yards.
Le 27 octobre 2013, le wide receiver Cordarrelle Patterson des Vikings du Minnesota a retourné un kickoff sur 109 yards pour inscrire un touchdown, la course la plus longue possible selon les standards de la NFL.

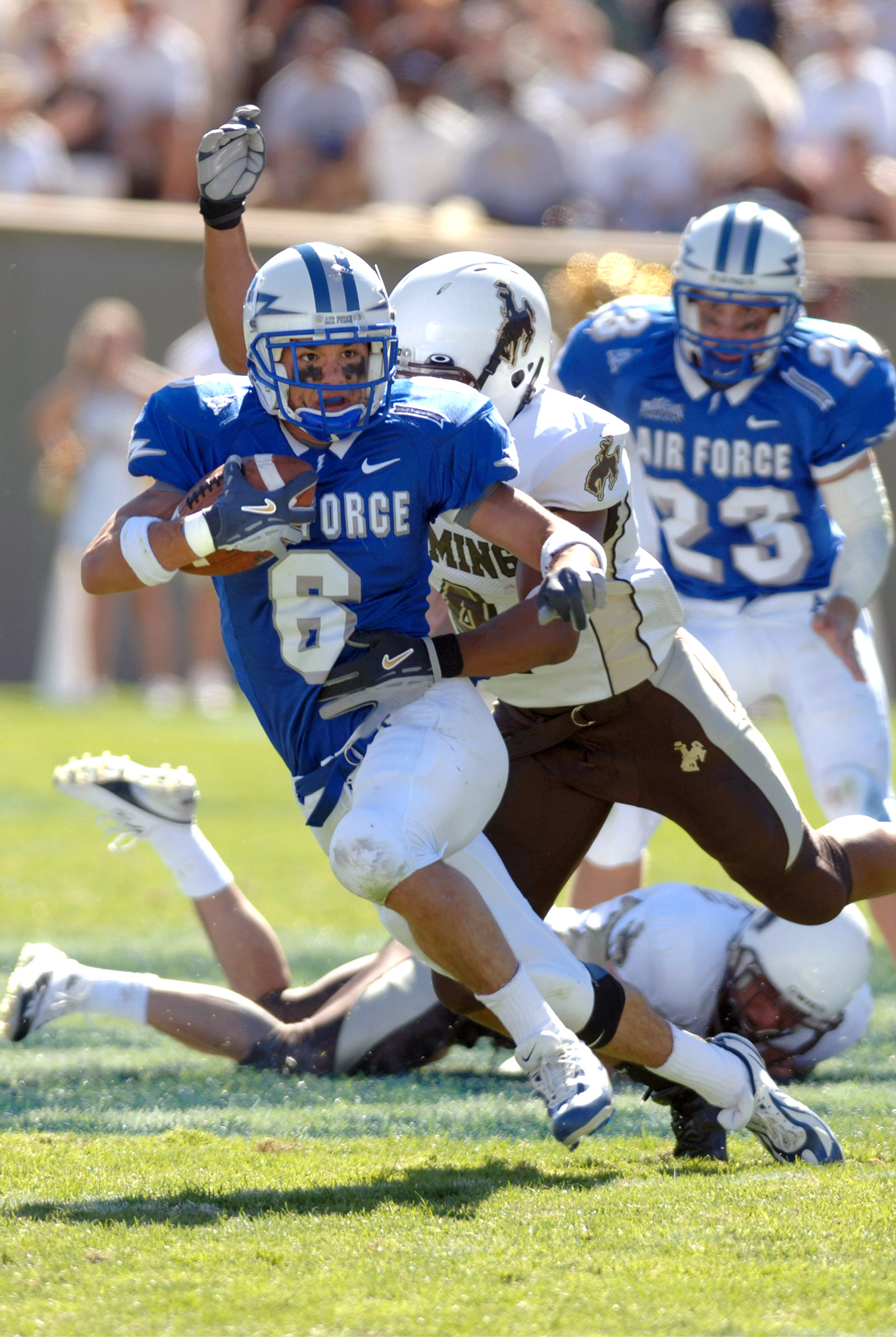
Chris Sutton des Falcons de l'Air Force effectuant un retour de punt en 2003.

## Punt returner
Un punt returner (PR) a pour mission de récupérer le ballon après son botté et de permettre à son équipe de bien se positionner sur le terrain (ou de marquer un touchdown si possible) en le retournant. Avant de récupérer le ballon botté, le retourneur doit évaluer la situation sur le terrain pendant que le ballon est encore en l'air. Il doit déterminer s'il est réellement avantageux pour son équipe de tenter un retour. S'il apparaît que les joueurs de l'équipe qui effectue le botté seront trop proches du lui au moment où il attrapera le ballon, ou s'il semble que le ballon va entrer dans sa propre zone d'en-but, il peut choisir de ne pas le retourner en choisissant l'une des deux options suivantes :
- Appeler un fair catch en agitant un bras au-dessus de sa tête avant d'attraper le ballon[5]. Cela signifie que le jeu s'arrêtera une fois la réception effectuée ; l'équipe du returner aura le ballon à l'endroit de la réception et aucune tentative de retour ne pourra être effectuée. Le fair catch minimise les risques de fumble ou de blessure, car, dès que le signal de fair catch a été effectué, le returner est entièrement protégé de l'équipe adverse, ses joueurs ne pouvant pas le toucher ni tenter d'interférer avec la réception de quelque manière que ce soit. En NFL, un fair catch permet également d'effectuer un coup de pied lors de la prochaine action, même s'il ne reste plus de temps au chronomètre, pour tenter un field goal par exemple. Cependant, cette option est rarement utilisée ;
- Éviter le ballon et laisser toucher le sol. Dans ce cas, soit le ballon entre dans la zone d'en-but de l'équipe qui effectue le retour pour un touchback, soit il sort des limites du terrain et sera repéré à cet endroit, soit il s'immobilise définitivement sur le terrain et sera aplati au sol par un joueur de l'équipe qui effectue le dégagement. C'est l'option la plus sûre, car elle élimine complètement le risque de fumble et garantit que l'équipe du punt returner aura la possession du ballon sur l'action suivante. Cependant, elle offre également à l'équipe qui effectue le dégagement la possibilité de coincer l'équipe du punt returner profondément dans son propre territoire en aplatissant le ballon ou en l'envoyant hors des limites du terrain près de la zone d'en-but du punt returner. Cela peut non seulement nuire à la position de l'équipe qui effectue le retour, mais aussi entraîner un safety.

Les punt returners retournent parfois les kickoffs et jouent également à d'autres positions, spécialement en tant que réservistes wide receiver, cornerback ou running back.
En 2014, Devin Hester a battu de record de Deion Sanders du plus grand nombre de touchdowns inscrits sur la carrière à la suite de retour de punt, avec 14 touchdowns. Il en a également inscrit 20 lors de retours de kickoffs.